# Školjić-Stari grad
Školjić-Stari grad (italienska: Scoglietto-Città Vecchia) är ett lokalnämndsområde i Rijeka i Kroatien. Lokalnämndsområdet upptar de urbaniserade stadsdelarna Školjić och Stari grad (Gamla stan) i centrala Rijeka. Gamla stan utgör stadens historiska stadskärna och är platsen för den forntida romerska bosättningen Tarsatica som det moderna Rijeka anses vara spunnet ur. I stadsdelen finns flera av stadens äldsta i byggnadsverk.

## Etymologi
Ordet "školjić" betyder 'kobbe' eller 'holme' och det är belagt att namnet har använts sedan medeltiden. Namnet har sitt ursprung i att havet förr nådde fram till vad som idag är Školjić och att det på platsen för dagens stadsdel låg en kobbe/holme. I takt med att staden växte torrlades allt mer mark och kustlinjen försköts gradvis västerut. Det torrlagda området fortsatte dock att kallas för "kobben/holmen".
"Stari grad" betyder 'Gamla stan'. Lokalnämndsområdet hette tidigare bara Školjić men den 21 december 2017 adderades namnet Stari grad för att betona att Gamla stan till största del upptas av lokalnämndsområdet.

## Geografi
Lokalnämndsområdet Školjić-Stari grad sträcker sig i sydvästlig–nordöstlig riktning längs med floden Rječinas västra flodbank i centrala Rijeka. Stadsdelen gränsar till lokalnämndsområdena Luka i söder, Brajda-Dolac i väster, Kozala i nordväst, Brašćine-Pulac i norr och i öster utgör Rječina en naturlig avgränsning till Centar-Sušak.

## Byggnader, torg och anläggningar (urval)
- Arkeologiska parken Principia
- Gamla porten[3]
- Heliga Jungfru Marie himmelfärds kyrka[3]
- Ivan Koblers torg
- Justitiepalatset[3]
- Municipalpalatset[3]
- Palac Komuna[3]
- Sankt Fabianus och Sebastians kyrka[3]
- Sankt Hieronymus kyrka[3]
- Sankt Vitus katedral[3]